# David Wieczorek
David Matthew Wieczorek (Chicago, Illinois, 3 de janeiro de 1996) é um voleibolista profissional americano, que atua como ponta. É jogador da Seleção dos Estados Unidos.

## Clubes
| Anos                       | Clube                   |
| -------------------------- | ----------------------- |
| 2016—2019                  | Universidade_Pepperdine |
| 2019—2020                  | Helios Grizzlies Giesen |
| 2020—2021                  | WWK Volleys Herrsching  |
| 2021—2022 (até 04.01.2022) | Sorgun Belediyespor     |
| 2022— (de 07.01.2022)      | OFI Creta               |

## Títulos
Clubes
Campeonato da MPSF Conference:
- 2019

Campeonato da NCAA:
- 2019

Seleção principal
Campeonato NORCECA:
- 2019

## Premiações individuais
- 2008: Melhor sacador da Copa Pan-Americana[2]